# انكماش لانثانيدي

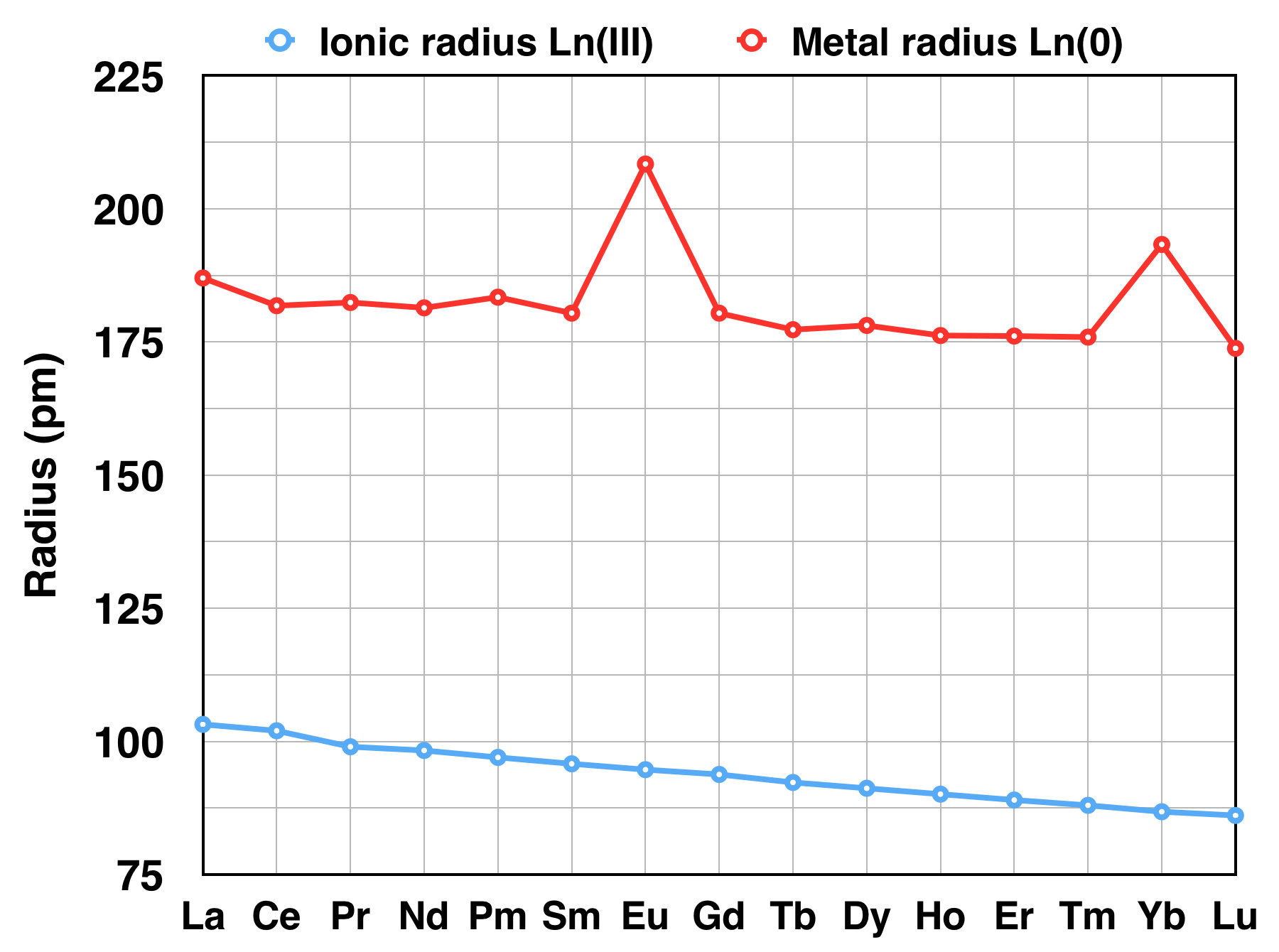

الانكماش اللانثانيدي  هو تناقص أكثر مما هو متوقع في نصف القطر الأيوني للعناصر في سلسلة اللانثانيدات انطلاقاً من العنصر ذي العدد الذري 57 لانثانوم إلى العنصر 71 لوتيشيوم.
ابتدع الجيوكيميائي النرويجي فيكتور غولدشميت هذا المصطلح لأول مرة في سلسلته «قواعد التوزيع الجيوكيميائية للعناصر».
| العنصر | التوزيع الإلكتروني الذري (جميعها تبتدئ بالعنصر [Xe]) | التوزيع الإلكتروني لأيون 3+Ln | نصف قطر 3+Ln (بيكومتر) (سداسي التناسق) |
| ------ | ---------------------------------------------------- | ----------------------------- | -------------------------------------- |
| La     | 5d16s2                                               | 4f0                           | 103                                    |
| Ce     | 4f15d16s2                                            | 4f1                           | 102                                    |
| Pr     | 4f36s2                                               | 4f2                           | 99                                     |
| Nd     | 4f46s2                                               | 4f3                           | 98.3                                   |
| Pm     | 4f56s2                                               | 4f4                           | 97                                     |
| Sm     | 4f66s2                                               | 4f5                           | 95.8                                   |
| Eu     | 4f76s2                                               | 4f6                           | 94.7                                   |
| Gd     | 4f75d16s2                                            | 4f7                           | 93.8                                   |
| Tb     | 4f96s2                                               | 4f8                           | 92.3                                   |
| Dy     | 4f106s2                                              | 4f9                           | 91.2                                   |
| Ho     | 4f116s2                                              | 4f10                          | 90.1                                   |
| Er     | 4f126s2                                              | 4f11                          | 89                                     |
| Tm     | 4f136s2                                              | 4f12                          | 88                                     |
| Yb     | 4f146s2                                              | 4f13                          | 86.8                                   |
| Lu     | 4f145d16s2                                           | 4f14                          | 86.1                                   |